# 222.ª Brigada Mixta (Ejército Popular de la República)
La 222.ª Brigada Mixta fue una de las Brigadas Mixtas creadas por el Ejército Popular para la defensa de la Segunda República Española durante la guerra civil española. La unidad fue organizada con batallones del Cuerpo de Carabineros.

## Historial
La Brigada se organizó durante el verano de 1937 en las poblaciones de Lorca, Vélez-Rubio, Alhama y Totana, con los batallones de carabineros 18.º, 19.º, 24.º y 38.º; dos de estos batallones eran de la 86.ª Brigada Mixta. Su único comandante fue el Teniente de carabineros Tiburcio Díaz Carrasco.
La primera misión de la brigada fue ejercer como guarnición militar de Cartagena y, en el mes de diciembre de 1937 pasó a la reserva del Ejército de Andalucía, relevaron a la 87.ª Brigada Mixta en la costa de Almería. A finales de febrero de 1938 fue incorporada a la 40.ª División del XIX Cuerpo de Ejército en el Frente de Teruel, aunque llegaron a la zona cuando los combates habían terminado. Intervino en las operaciones de Levante, se distinguieron en un contraataque el 30 de junio, en el que reconquistó la cota 1.196 y el Vértice Morrón. Por estas acciones su división, la 40.ª, fue condecorada con la Medalla al Valor. Cuando finalizó la ofensiva franquista en el Levante, la brigada permaneció en ese sector como reserva estratégica hasta el final de la guerra.